# Grito de Lares
Il Grito de Lares (dallo spagnolo: il Pianto di Lares), conosciuto anche come la rivolta di Lares o la rivoluzione di Lares, fu la prima sommossa popolare contro il dominio della Spagna per l'indipendenza di Porto Rico. La rivolta ebbe luogo il 23 settembre 1868 nella città di Lares, da cui prese il nome. Promotori di questo movimento indipendentista furono Ramón Emeterio Betances, considerato il "padre" della nazione portoricana, e altri personaggi politici, tra i quali Segundo Ruiz Belvis, i cui sforzi furono però vanificati in quanto la sommossa fu facilmente e prontamente stroncata.